# 雷特沙格区
雷特沙格区（匈牙利語：Rétsági járás），是匈牙利诺格拉德州的一个区，总面积435.03平方公里，总人口24,395人（2011年），人口密度56人/平方公里。中心城市为雷特沙格。

## 市镇
雷特沙格区包含一个城镇和24个村庄。 （页面存档备份，存于）

## 观光景点
- 多瑙大弯